# Waterloo (Nueva York)
Waterloo es un pueblo ubicado en el condado de Seneca en el estado estadounidense de Nueva York. En el año 2000 tenía una población de 7,866 habitantes y una densidad poblacional de 140 personas por km².

## Geografía
Waterloo se encuentra ubicado en las coordenadas 42°54′13″N 76°51′34″O / 42.90361, -76.85944.

## Demografía
Según la Oficina del Censo en 2000 los ingresos medios por hogar en la localidad eran de $33,089, y los ingresos medios por familia eran $40,304. Los hombres tenían unos ingresos medios de $30,981 frente a los $21,897 para las mujeres. La renta per cápita para la localidad era de $15,773. Alrededor del 13.4% de la población estaban por debajo del umbral de pobreza.